# Gelanor obscurus
Gelanor obscurus là một loài nhện trong họ Mimetidae.
Loài này thuộc chi Gelanor. Gelanor obscurus được Cândido Firmino de Mello-Leitão miêu tả năm 1929.